# Pugillus Plantarum Novarum Syriae et Tauri Occidentalis Primus
Pugillus Plantarum Novarum Syriae et Tauri Occidentalis Primus (abreviado Pug. Pl. Nov. Syr.), libro de botánica escrito por el botánico austríaco Eduard Fenzl, publicado en el año 1842.